# Susanne Nyström
Ej att förväxla med Dagens Nyheters ledarskribent med samma för- och efternamn.
Susanne Nyström, född 29 december 1982 i Laisvall, Arjeplogs kommun i Norrbottens län, är en svensk längdskidåkare och sjuksköterska.
Nyström tävlar för Laisvalls SK. Hon har tidigare tävlat för Mora SK, Arvidsjaur Ski Team,  Luleå Gjutarens IF och Piteå Elit. Hon har gått skidgymnasium i Älvsbyn och ett par terminer skidhögskola i Gällivare.
Hon vann Tjejvasan 2007, 2008, 2009, 2010, 2012 och 2013. 2011 blev det en andraplats. 2010 vann hon även Vasaloppet. Det var första gången någon lyckades vinna Tjejvasan och Vasaloppet samma år.

## Meriter

### 2006
- SM-brons på 30 km fristil i Luleå
- SM-brons lagsprint klassiskt i Boden

### 2007
- 1:a Tjejvasan
- Svensk mästarinna stafett i Östersund med Piteå Elit SK[4]
- SM-brons på 15 km dubbeljakt i Östersund
- SM-brons lagsprint i Östersund med Piteå Elit SK
- Trea i Skandinaviska cupen totalt
- En delseger i Scandinaviska cupen
- Tvåa i Sverige-cupen totalt
- Två delsegrar i Sverige-cupen
- Trea i Marcialonga

### 2008
- 1:a Tjejvasan
- Svensk mästarinna i sprintstafett med Piteå Elit SK.[4]

### 2009
- 1:a Tjejvasan

### 2010
- 1:a Vasaloppet
- 1:a Tjejvasan
- 1:a Engadin Skimarathon
- Svensk stafettmästare med IFK Mora[4]

### 2012
- 1:a Tjejvasan

### 2013
- 1:a Tjejvasan

### Fotnoter
1. ↑  Ronnie Carlsson (23 februari 2013). ”Nyströms sjätte vinst”. Dalarnas Tidningar. Arkiverad från originalet den 3 december 2013. https://web.archive.org/web/20131203005525/http://www.dt.se/tema/vasaloppet/1.5615113-nystroms-sjatte-vinst. Läst 29 november 2013.
2. ↑  ”Tjejvasan”. Vasaloppet. Arkiverad från originalet den 3 november 2014. https://web.archive.org/web/20141103200622/http://www.vasaloppet.se/wps/wcm/connect/daaa3180449c33a99e44ff27c64f5ec4/segrare_TjejVasan_sv3bcd.pdf?MOD=AJPERES. Läst 29 november 2013.
3. ↑  ”Vasaloppet”. Vasaloppet. Arkiverad från originalet den 3 december 2013. https://web.archive.org/web/20131203033229/http://www.vasaloppet.se/wps/wcm/connect/989fe080449c33e79e4cff27c64f5ec4/segrare_Vasaloppet_sv3bcd.pdf?MOD=AJPERES. Läst 29 november 2013.
4. 1 2 3  ”Längd damer”. Svenska Skidförbundet. Arkiverad från originalet den 7 april 2019. https://web.archive.org/web/20190407085409/https://www.skidor.com/Foljoss/Historikochstatistik/Svenskamastare/Langddamer/. Läst 7 december 2013.